# Репопуляция (история)
Репопуляция в истории Пиренейского полуострова (исп. : [repoβlaˈθjon]; галис. : [repoβo̯aˈθjoŋ];порт. : Repovoação, IPA: [ʁɛpuvuɐˈsɐ̃w]) — процесс заселения на начальном этапе Реконкисты большого региона между рекой Дуэро и Кантабрийскими горами, откуда произошёл отток населения в начале VIII века при нашествии мусульманских захватчиков.
В правление астурийского короля Альфонсо I (739—757) астурийцы провели несколько удачных военных кампаний против мавров в Галисии, Риохе и Леоне и силой вывели оттуда христианское население в свои владения. В результате обширные территории опустели. Эта безлюдная зона получила название «Пустыня Дуэро». В течение почти ста лет эта территория оставалась нетронутой, потому что преемники Альфонсо I были заняты делами в других регионах: в Васконии и Галисии.
Король Ордоньо I (850—866) решил заселить людьми необитаемую область. При нём люди стали снова возвращаться в ранее покинутые города Туй, Асторга, Леон и Амая. Переселенцев, которые спустились с северных гор в необжитые долины, стали называть «foramontanos», что означало «с гор». Одна из дорог, по которой возвращались «форамонтаносы», пролегала между городами Кабуэрнига и Кампо-дель-Сусо (824 год), на которой переселенцы основали посёлок Браньосера, старейший населённый пункт подобного рода в испанской истории.
Главным побудительным мотивом, заставлявшим людей сниматься с места и отправляться в опасный путь, было желание осваивать новые, более плодородные сельскохозяйственные земли, расположенные в долинах рек Эбро и Дуэро. С этого времени королевство в хрониках всё чаще начинают называть «Леонским», пока в 910 году, после смерти Альфонсо III, сына Ордоньо, королевство не было разделено между Фруэлой II, который продолжил править в Астурии, и его братьями, Гарсией и Ордоньо, которые стали править, соответственно, в Леоне и Галисии. После этого процесс «репопуляции» завершился.
В Португалии же этот процесс продолжался до середины XIII века.